# Källahamn

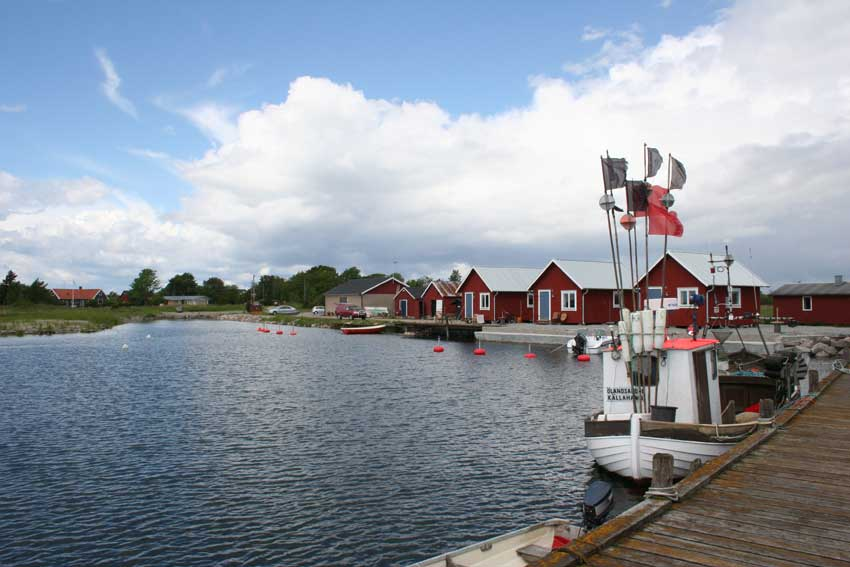
Utsikt från bryggan

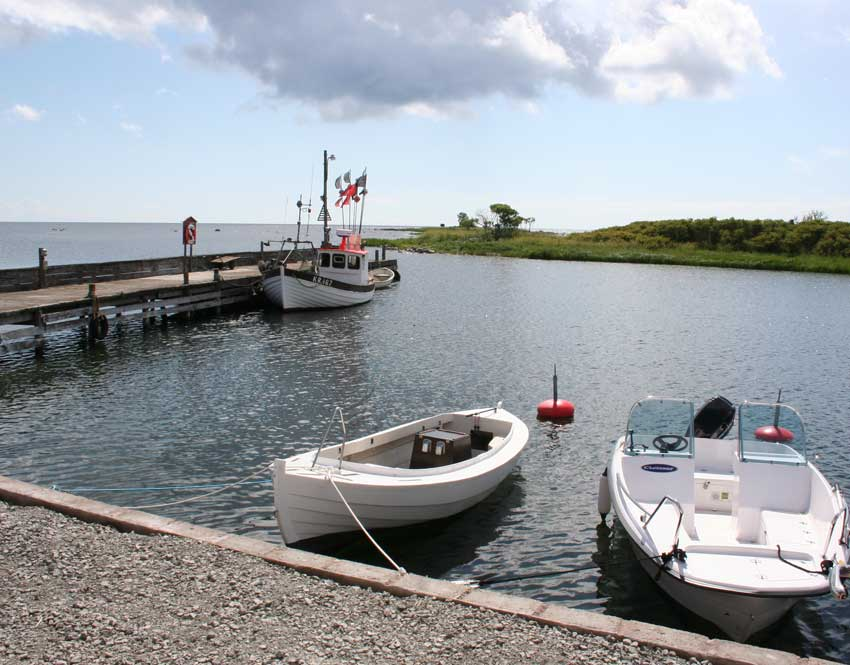
Utsikt mot hamngrundet

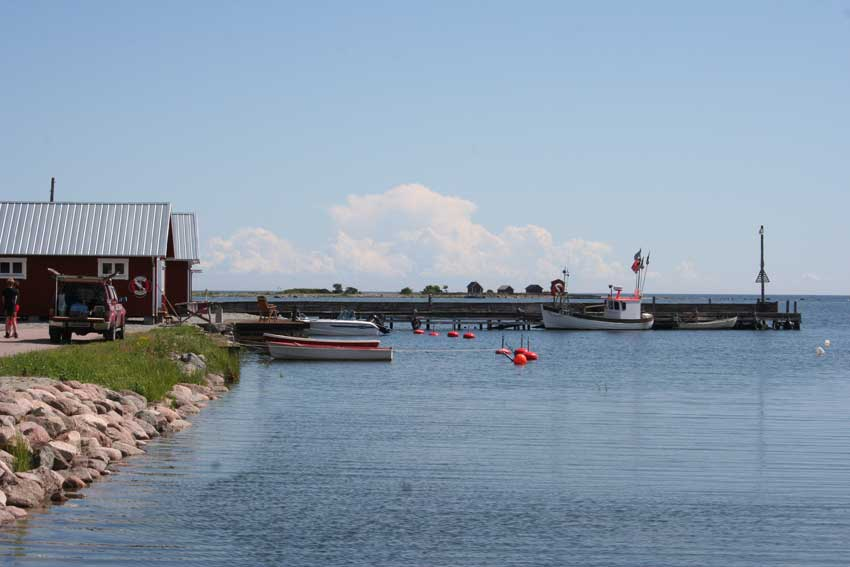
Sjöbodarna på Nyby orde i fonden

Källahamn är en historisk hamn för segelskutor, utskeppningshamn för sten och fiskehamn på östra Öland, Borgholms kommun i Källa socken. I anslutning till hamnen finns viss bebyggelse, men invånarantalet är mindre än 50 (2012). Hamngrunden sydost om hamnen är ett fågelskyddsområde.
Källahamns historia är lång tack vare den skyddade havsviken, färskvattenkällan och Källa ödekyrka som även fungerade som försvarsanläggning. Källahamn räknades som en av de viktigare på Öland och är framför allt känd som utskeppningshamn för kalksten. Från och med 1200-talet användes ölandsten vid kyrkbyggen i Lübeck, Stralsund, Greifswald och Wismar. När de svenska 1600-talsslotten i Stockholm och Uppsala byggdes hämtades också sten från Öland. I synnerhet ökade stenbrytningen under stormaktstiden, då väldiga mängder ölandssten skeppades över till de svenska besittningarna i Livland och Estland i Baltikum och till de nordtyska hamnarna, att döma av de myntfynd som gjorts. Källa undantogs under denna tid från lagen om förbud för ölänningarna att själva ombesörja handel över Östersjön, vilket fick socknens utrikessjöfart att blomstra framför allt i slutet av 1600-talet. 
Hamnen var öns främsta under 1800-talets andra del fram till omkring 1900, då Sandviks moderna hamn byggdes på Ölands västra sida. Dessförinnan hade Källahamn Ölands största samlade handelsflotta med 15 seglande skutor år 1878 som framförallt fraktade trappsten till Stockholm.
På 1900-talet började man i större utsträckning använda hamnen som fiskehamn för yrkesfiske. Efter 1980-talet minskade fångsterna och yrkesfisket upphörde 2010.